# Gaufred Bastons
Gaufred o Jofre Bastons o Bastó (segle xi) fou un noble català.

## Biografia
Era un cavaller del bisbat de Girona que va estar al servei dels comtes de Barcelona i d'Empúries. Va heretar dels seus oncles Silvi i Adelaida la vila de Cervià. El 1065 va reconèixer tenir els castells de Púbol i de Cervià pels comtes de Barcelona Ramon Berenguer I i Almodis de la Marca, a qui jurà fidelitat a canvi del compromís de tenir una host de fins a vint cavallers.
En el conflicte entre els germans Ramon Berenguer II i Berenguer Ramon II (1080), es posicionà a favor del primer. Quan aquest cedí ostatges al seu germà, Gausfred en fou un d'ells.
En fer testament, l'any 1102, posseïa, a més dels castells de Cervià i Púbol, el castell de Mont-roig, alous a Espolla, Cabanes i Celrà, camps a Espiells i un mas a Rissec.